# Tetragonula carbonaria
A Tetragonula carbonaria, é uma abelha social da tribo Meliponini, endêmica da Austrália. São abelhas de tamanho bem pequeno, com cerca de 4,5mm de comprimento, e apresentam cor geral preta brilhante. Suas colônias podem chegar a alguns milhares de indivíduos, mas devido ao tamanho reduzido da espécie podem ocupar cavidades bastante pequenas.
Esta espécie tem sido cada vez mais criada em caixas artificiais na Austrália, para a polinização de algumas lavouras, para a preservação da espécie ou simplesmente como um hobby. Elas produzem uma pequena quantidade de mel, menos de 1 litro por ano, e fora das regiões mais quentes no extremo norte daquele país os criadores evitam retirar este mel para não prejudicar a colônia durante o período de menor disponibilidade de flores. O Japão tem importado colônias desta espécie para tentativas de uso também como agentes polinizadores.
Estas abelhas tem como estratégia de defesa da colônia cobrir eventuais invasores com cera, resina ou geoprópolis, materiais usados na construção das estruturas internas da colmeia. Elas raramente ou nunca beliscam com suas mandíbulas, e como não possuem ferrão funcional são incapazes de ferroar. Isso as torna inofensivas, e contribui para sua popularidade junto aos criadores.